# CD Trofense
Clube Desportivo Trofense is een Portugese voetbalclub uit Trofa.

## Geschiedenis
De club werd opgericht op 28 september 1930. De thuiswedstrijden worden in het Estádio do Clube Desportivo Trofense gespeeld, dat plaats biedt aan 5.017 toeschouwers. De clubkleuren zijn rood-wit.
In het seizoen 2008/2009 promoveerde de club voor het eerst in haar bestaan naar de hoogste klasse. Het was echter geen succes. Trofense werd laatste en degradeerde.

## Erelijst
- Liga de Honra

2008
- Segunda Divisão

2006
- Campeonato de Portugal

2021

## Eindklasseringen
| Seizoen   | №  | Clubs | Divisie                | Duels | Winst | Gelijk | Verlies | Doelsaldo | Punten | Tsch  |
| --------- | -- | ----- | ---------------------- | ----- | ----- | ------ | ------- | --------- | ------ | ----- |
| 2006–2007 | 11 | 16    | Segunda Liga           | 30    | 9     | 9      | 12      | 27–26     | 36     | ??    |
| 2007–2008 | 1  | 16    | Segunda Liga           | 30    | 13    | 13     | 4       | 35–22     | 52     | 1.937 |
| 2008–2009 | 16 | 16    | Primeira Liga          | 30    | 5     | 8      | 17      | 25–42     | 23     | 3.539 |
| 2009–2010 | 6  | 16    | Segunda Liga           | 30    | 13    | 6      | 11      | 44–45     | 45     | 1.403 |
| 2010–2011 | 3  | 16    | Segunda Liga           | 30    | 15    | 9      | 6       | 41–27     | 54     | 1.867 |
| 2011–2012 | 8  | 16    | Segunda Liga           | 30    | 11    | 6      | 13      | 36–45     | 39     | 1.348 |
| 2012–2013 | 19 | 22    | Segunda Liga           | 42    | 9     | 13     | 20      | 41–60     | 40     | 766   |
| 2013–2014 | 19 | 22    | Segunda Liga           | 42    | 11    | 14     | 17      | 36–61     | 47     | 723   |
| 2014–2015 | 24 | 24    | Segunda Liga           | 46    | 9     | 9      | 28      | 35–81     | 36     | 528   |
| 2015-2016 | 5  | 16    | Campeonato de Portugal | 32    | 10    | 10     | 12      | 41-45     | 42     |       |
| 2016-2017 | 5  | 16    | Campeonato de Portugal | 32    | 13    | 7      | 12      | 53-39     | 46     |       |
| 2017-2018 | 9  | 14    | Campeonato de Portugal | 30    | 12    | 6      | 12      | 34-35     | 42     |       |
| 2018-2019 | 4  | 16    | Campeonato de Portugal | 32    | 20    | 7      | 5       | 60-24     | 67     |       |
| 2019-2020 | 12 | 18    | Campeonato de Portugal | 25    | 8     | 6      | 11      | 24-30     | 30     |       |
| 2020-2021 | 1  | 18    | Campeonato de Portugal | 25    | 14    | 8      | 3       | 27-9      | 50     |       |
| 2021-2022 | 13 | 18    | Segunda Liga           | 34    | 10    | 10     | 14      | 35-41     | 40     |       |
| 2022-2023 | 17 | 18    | Segunda Liga           | 34    | 8     | 8      | 18      | 31-51     | 32     |       |
| 2023-2024 | 10 | 20    | Liga 3                 | 28    | 10    | 9      | 9       | 34-31     | 40     |       |

## Bekende (oud-)spelers
- Hugo Leal